# Франц Абт

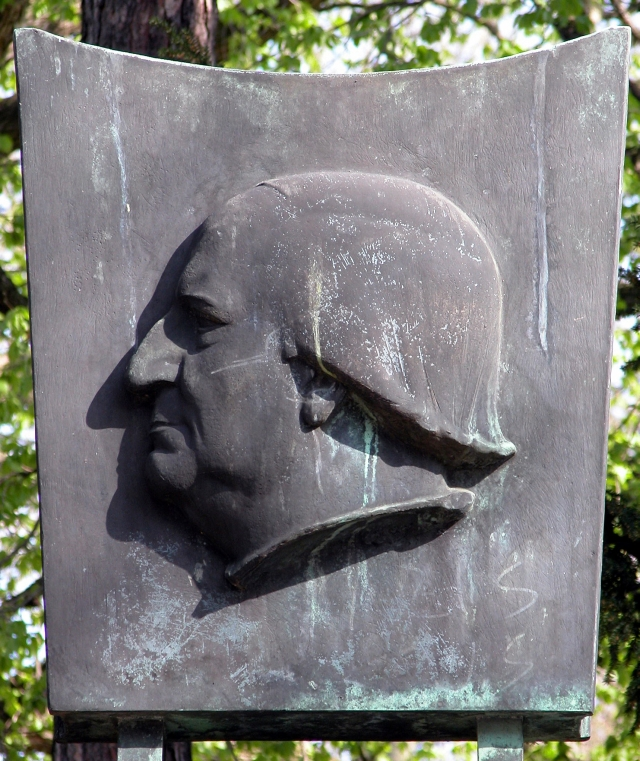
Пам'ятник Францу Абту в Брауншвейзі

Франц Абт (нім. Franz Abt; 22 грудня 1819, Айленбург — 31 березня 1885, Вісбаден) — німецький композитор і хоровий диригент, автор більше 3 тисяч творів, головним чином вокальних.

## Біографія
Народився в Айлендурзі (Північна Саксонія). З 1838 року вивчав богослов'я у Лейпцизькій школі Святого Фоми, де особисто познайомився з Феліксом Мендельсоном і Робертом Шуманом. На початку 1841 року він став капельмейстером в Бернбурзькому придворному театрі, а восени того ж року — отримав ту ж посаду в Цюриху, в акціонерному театрі, що знаходився під керівництвом Шарлотти Бірх-Пфайфер. Оцінений співочими товариствами як учитель співу, диригент і улюблений композитор, Абт залишався у Цюриху до осені 1852 року, поки не був запрошений до Брауншвейзького придворного театру другим капельмейстером. Навесні 1855 року герцог Брауншвейзький призначив його першим капельмейстером.

## Музика
Творча спадщина Абта налічує більше 600 опусів, і більше 3000 окремих творів. Він працював головним чином у вокальному жанрі, і зокрема багато писав для чоловічого хору, бо вважав, що репертуару для цього типу колективів бракує. Власне твори для чоловічого голосу врешті і принесли найбільший успіх Абту у Швейцарії та Німеччині. Чимало творів Абт написав і для мішаного хору, як а капела так і з супроводом. Він також написав чимало вокалізів, вокальних ансамблів та пісень для дітей.
Стиль Абта відзначається легкістю винаходу, простотою форм, але без претензії на глибину чи індивідуальність. Багато його пісень співалися повсюдно й укріпилися у популярному репертуарі. Завдяки простоті мелодики деякі його пісні, такі як «Wenn die Schwalben heimwärts ziehn та Die stille Wasserrose» помилково вважають народними.
У спадщині Абта є також три опери: «Des Königs Scharfschütz», «Die Hauptprobe» і «Reisebekanntschaften». В ранній період Абт чимало створив п'єс для фортепіано, салонного характеру. Але вони ніколи не мали тієї популярності, яку мають його вокальні твори.